# Пон-л’Эвек (кантон)
Пон-л’Эвек (фр. Pont-l’Évêque) — кантон во Франции, находится в регионе Нормандия, департамент Кальвадос. Входит в состав округа Лизьё. 

## История
До 2015 года в состав кантона входили коммуны: Англькевиль-ан-Ож, Бомон-ан-Ож, Бонвиль-сюр-Тук, Вовиль, Вьё-Бур, Гланвиль, Дрюбек, Канапвиль, Кларбек, Кудре-Рабю, Пон-л’Эвек, Пьерфит-ан-Ож, Рё, Сен-Бенуа-д’Эберто, Сен-Жюльен-сюр-Калон, Сен-Мартен-о-Шартрен, Сент-Име, Сент-Этьен-ла-Тийей, Сюрвиль, Турвиль-ан-Ож.
В результате реформы 2015 года состав кантона был изменен. В него были включены большая часть коммун упраздненного кантона Бланжи-ле-Шато и отдельные коммуны упраздненных кантонов Лизьё-1 и Трувиль-сюр-Мер. 
1 января 2019 года состав кантона изменился: коммуна Кудре-Рабю вошла в состав коммуны Пон-л’Эвек.

## Состав кантона с 1 января 2019 года
В состав кантона входят коммуны (население по данным Национального института статистики за 2018 г.):
- Англькевиль-ан-Ож (109 чел.)
- Бенервиль-сюр-Мер (417 чел.)
- Бланжи-ле-Шато (699 чел.)
- Блонвиль-сюр-Мер (1 560 чел.)
- Бомон-ан-Ож (401 чел.)
- Бонвиль-ла-Луве (775 чел.)
- Бонвиль-сюр-Тук (336 чел.)
- Виллер-сюр-Мер (2 593 чел.)
- Вовиль (188 чел.)
- Вьё-Бур (73 чел.)
- Гланвиль (170 чел.)
- Канапвиль (230 чел.)
- Кларбек (352 чел.)
- Кокенвилье (852 чел.)
- Ле-Торкен (509 чел.)
- Ле-Бревдан (170 чел.)
- Ле-Брёй-ан-Ож (1 020 чел.)
- Ле-Мениль-сюр-Бланжи (163 чел.)
- Ле-Пен (813 чел.)
- Ле-Фольк (340 чел.)
- Лез-Отьё-сюр-Калон (281 чел.)
- Манвиль-ла-Пипар (283 чел.)
- Муайо (1 356 чел.)
- Нороль (329 чел.)
- Пон-л’Эвек (4 634 чел.)
- Пьерфит-ан-Ож (159 чел.)
- Рё (401 чел.)
- Рок (286 чел.)
- Сен-Бенуа-д’Эберто (427 чел.)
- Сен-Жюльен-сюр-Калон (167 чел.)
- Сен-Мартен-о-Шартрен (413 чел.)
- Сен-Пьер-Азиф (163 чел.)
- Сен-Фильбер-де-Шан (650 чел.)
- Сент-Андре-д’Эберто (445 чел.)
- Сент-Арну (1 149 чел.)
- Сент-Имер (675 чел.)
- Сент-Этьен-ла-Тийей (396 чел.)
- Сюрвиль (447 чел.)
- Турвиль-ан-Ож (232 чел.)
- Туржевиль (790 чел.)
- Уйи-ле-Виконт (792 чел.)
- Уйи-дю-Уле (242 чел.)
- Фирфоль (405 чел.)
- Фогернон (248 чел.)
- Фьервиль-ле-Парк (219 чел.)
- Фюмишон (279 чел.)
- Эрмиваль-ле-Во (807 чел.)

## Политика
На президентских выборах 2022 г. жители кантона отдали в 1-м туре Эмманюэлю Макрону 34,3 % голосов против 26,2 % у Марин Ле Пен и 11,3 % у Жана-Люка Меланшона; во 2-м туре в кантоне победил Макрон, получивший 56,8 % голосов. (2017 год. 1 тур: Франсуа Фийон – 32,7 %, Марин Ле Пен – 22,4 %, Эмманюэль Макрон – 21,1 %, Жан-Люк Меланшон – 11,4 %; 2 тур: Макрон – 61,9 %. 2012 год. 1 тур: Николя Саркози — 41,4 %, Франсуа Олланд — 18,9 %, Марин Ле Пен — 18,1 %; 2 тур: Саркози — 65,9 %).
С 2015 года кантон в Совете департамента Кальвадос представляют член совета коммуны Рё Одри Гаден (Audrey Gadenne) и мэр коммуны Бонвиль-ла-Луве Юбер Курсо (Hubert Courseaux) (оба – Разные правые).
|                | Кандидаты                     | Партия                   | Первый тур | Первый тур     | Второй тур | Второй тур |
| Кол-во голосов | Кандидаты                     | Партия                   | % голосов  | Кол-во голосов | % голосов  |            |
| -------------- | ----------------------------- | ------------------------ | ---------- | -------------- | ---------- | ---------- |
|                | Одри Гаден Юбер Курсо         | Разные правые            | 5 002      | 60,88          | 6 062      | 77,57      |
|                | Элен Дави Дан Никола Паланьюк | Национальное объединение | 1 785      | 21,73          | 1 753      | 22,43      |
|                | Эмманюэль Мрозек Бенуа Орве   | Европа Экология Зелёные  | 1 429      | 17,39          |            |            |

|                | Кандидаты                  | Партия                  | Первый тур | Первый тур |
| Кол-во голосов | Кандидаты                  | Партия                  | % голосов  |            |
| -------------- | -------------------------- | ----------------------- | ---------- | ---------- |
|                | Одри Гаден Юбер Курсо      | Разные правые           | 6 067      | 53,40      |
|                | Жоэль Гру Даниэль Ленобль  | Национальный фронт      | 3 454      | 30,40      |
|                | Брижитт Гренуйю Бенуа Орве | Европа Экология Зелёные | 1 840      | 16,20      |